# دبلیودبلیوئی بش این برلین
بش این برلین، (به انگلیسی: WWE Bash In Berlin) رویداد کشتی حرفه‌ای در سال ۲۰۲۴ است که توسط کمپانی دبلیودبلیوئی به عنوان سیزدهمین رویداد سالانه «بش» توسط این شرکت تولید می‌شود. این رویداد در روز شنبه ۳۱ اوت ۲۰۲۴ در اوبر آرنا در شهر برلین، آلمان برگزار می‌شود و کشتی‌گیران راو و اسمک‌داون در آن حضور خواهند داشت. این اولین رویداد دبلیودبلیوئی در آلمان است و همچنین اولین رویداد «بش» در دو برند اصلی از سال ۲۰۰۹.

## زمینه‌سازی
بش این برلین، شامل ماجراهای پیش آمده و استوری‌هایی خواهد بود که پیش از این در برنامه‌های راو و اسمک‌داون پخش شده بود. کشتی‌گیرها با توجه به مسابقات یا سری اتفاقاتی که برایشان رخ می‌دهد و تنش را به حداکثر می‌رساند، نقش منفی یا قهرمان به خود می‌گیرند و در این رویداد به مسابقه و رقابت می‌پردازند.

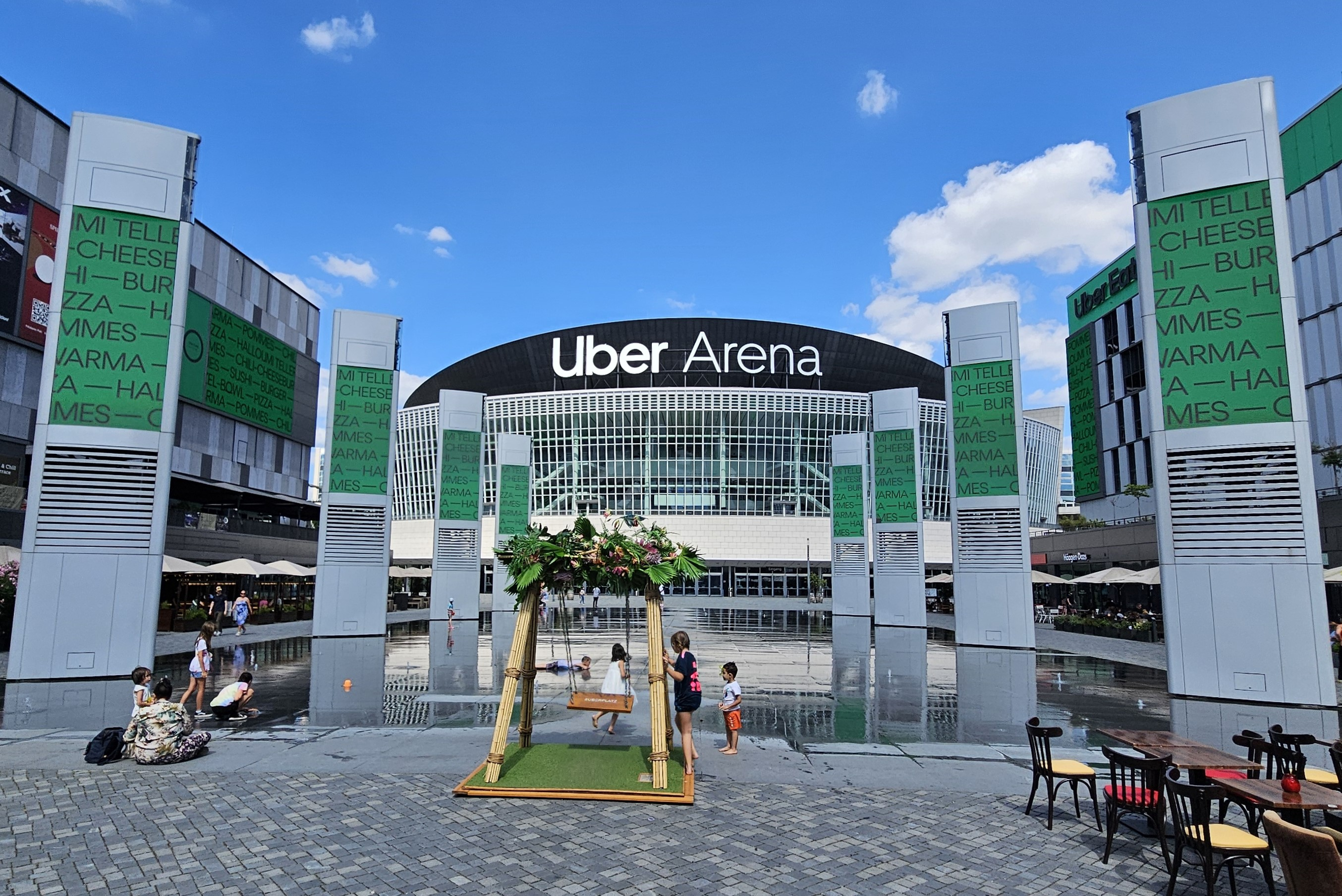
محل برگزاری رویداد در برلین، آلمان

## مسابقات
| #                                                     | مسابقه                                                                    | نوع مسابقه |
| ----------------------------------------------------- | ------------------------------------------------------------------------- | --- |
| ۱                                                     | کودی رودز (ق) در مقابل کوین اونز                                          | مسابقه تک نفره برای کسب کمربند بی‌چون و چرای دبلیودبلیوئی                                                                           |
| ۲                                                     | آلبا فایر و آیلا داون (ق) در مقابل بیانکا بلر و جید کارگیل                | مسابقه تگ تیم برای کسب کمربند تگ تیم زنان دبلیودبلیوئی                                                                             |
| ۳                                                     | دیمین پریست و ریا ریپلی در مقابل جاجمنت دی (دامینیک میستریو و لیو مورگان) | مسابقه تگ تیم مختلط |
| ۴                                                     | سی‌ام پانک در مقابل درو مکنتایر                                            | مسابقه تک نفره بدون قانون |
| ۵                                                     | گانتر (ق) در مقابل رندی اورتن                                             | مسابقه تک نفره برای کسب کمربند قهرمانی سنگین‌وزن جهانی اگر اورتن برنده شود، او به برند راو و گانتر به برند اسمک‌داون منتقل خواهد شد. |
| - (ق) – نشان‌دهنده قهرمان(هایی) است که به میدان می‌روند |                                                                           | |